# انتخاب قطعه

یک نمونه گذرگاه SPI که در آن هر دستگاه خط انتخاب قطعهٔ جدا و مستقل دارد اما در خطوط ورودی و خروجی و پالس ساعت با دیگر قطعه‌ها شریک است.

انتخاب قطعه (به انگلیسی: Chip Select) (مخفف انگلیسی: CS) یا انتخاب برده (به انگلیسی: Slave Select) (مخفف انگلیسی: SS) در الکترونیک دیجیتال نام یک خط کنترل برای انتخاب قطعهٔ مورد نظر میان چند قطعه که همه به یک گذرگاه وصل شده‌اند است که معمولاً با منطق سه حالته کار می‌کند.
یکی از گذرگاه‌هایی که از خط انتخاب قطعه استفاده می‌کند، گذرگاه ارتباط جانبی سریال است.
هنگامی که سازنده می‌خواهد دستگاه ارباب را به چند دستگاه از یک گذرگاه متصل کند در حالی که بتواند با هر یک به صورت مستقل و جداگانه تبادل داده کند، می‌تواند از خط انتخاب قطعه استفاده کند. انتخاب قطعه در خیلی از مدارهای مجتمع به صورت یک پین فرمان وجود دارد که باعث می‌شود پین‌های ورودی/خروجی دستگاه از درون به مدار داخل دستگاه وصل شوند.
هنگامی که پین انتخاب دستگاه روی حالت غیرفعال است، "ناشنوا" می‌شود و هیچ واکنشی به تغییرات در پین‌های ورودی اش نشان نمی‌دهد و خروجی‌هایش را روی حالت امپدانس بالا نگه می‌دارد تا دیگر دستگاه‌های گذرگاه، کار خودشان را انجام بدهند. اما هنگامی که این پین روی حالت فعال است، دستگاه به همهٔ ورودی‌ها "گوش می‌دهد" و به تمام آن‌ها واکنش نشان می‌دهد چرا که حال دیگر دستگاه‌ها روی حالت غیرفعال هستند و خروجی‌هاشان روی حالت امپدانس بالا قرار دارد.
خلاصه، خط انتخاب قطعه یک کلید فعال سازی دسترسی است. "روشن" به این معناست که به تغییرات ورودی‌هایش واکنش نشان دهد (مانند داده‌ها یا اطلاعات نشانی یک دستگاه رَم) و خروجی‌هایش را تحریک کند. درحالی که "خاموش" به این معناست که تغییرات جهان بیرون را در نظر نگیرد و واکنشی نشان ندهد.